# Église Saint-Pierre de Nailly
Pour les articles homonymes, voir Église Saint-Pierre.
L'église Saint-Pierre est une église catholique située à Nailly, en France.

## Localisation
L'église est située dans le département français de l'Yonne, sur la commune de Nailly.

## Historique
L'édifice est inscrit au titre des monuments historiques en 1986.

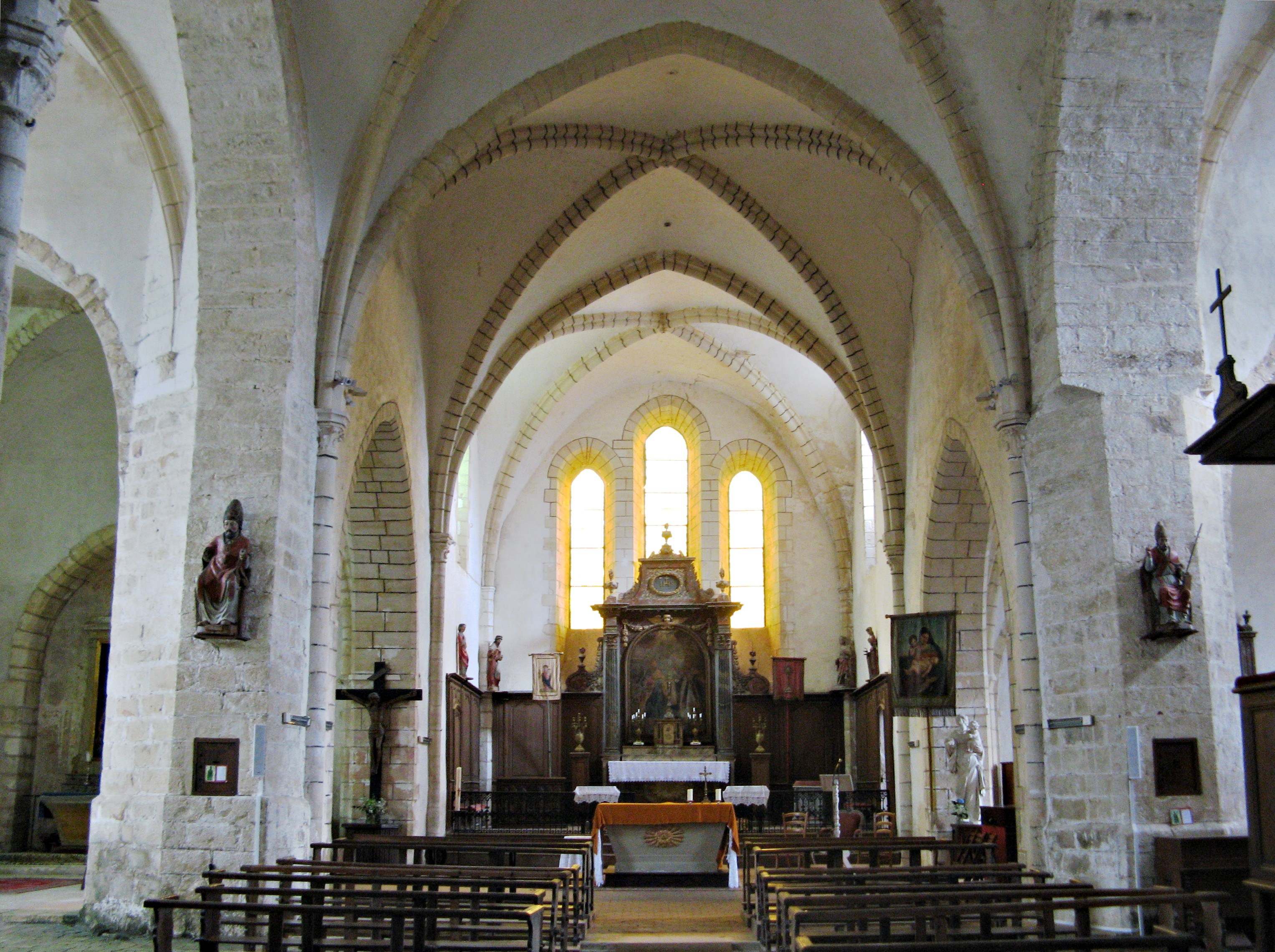
Intérieur de la nef

L'inscription gravée au-dessus d'une porte indique que la tour aurait été construite en 1696 :

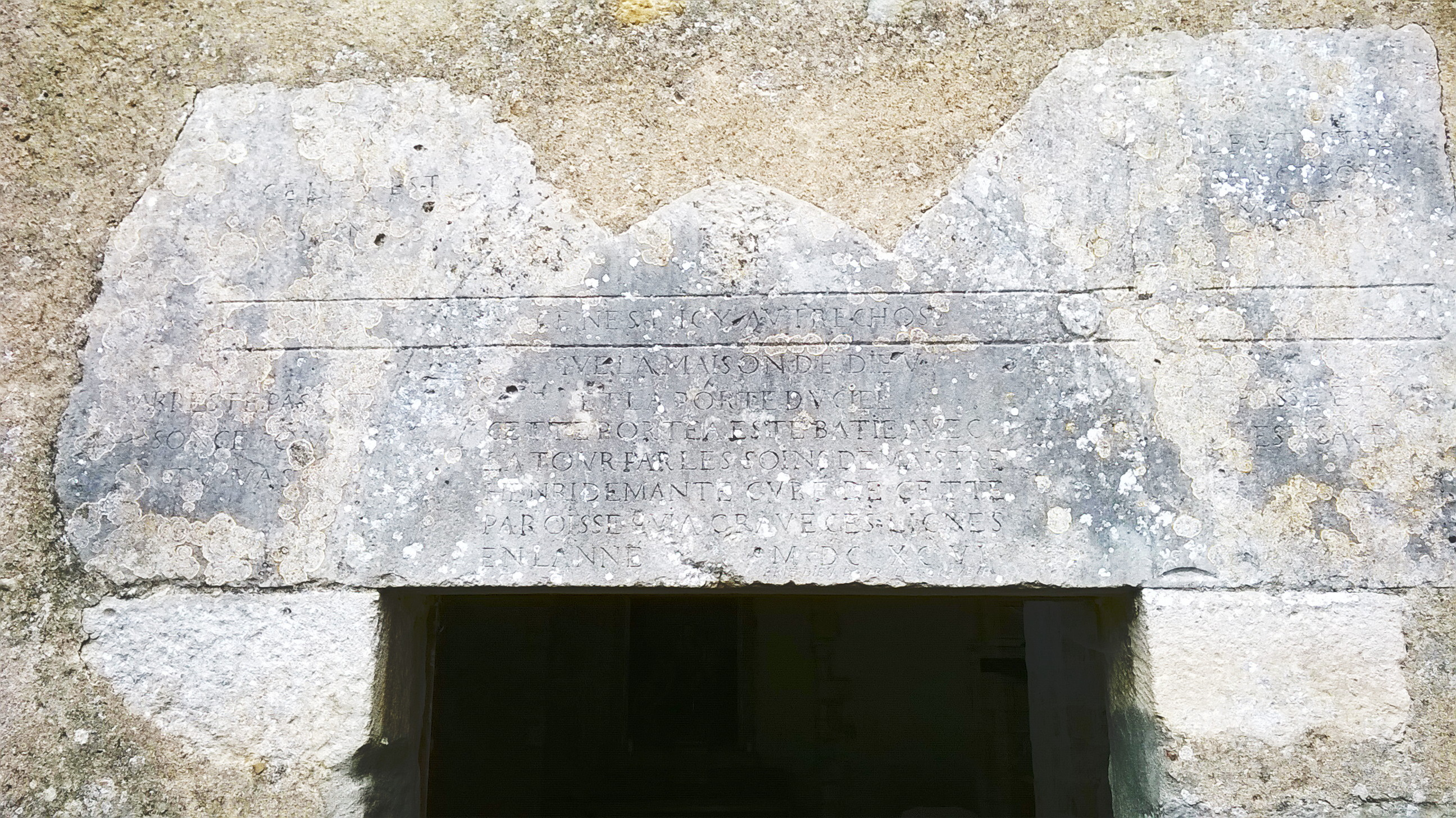
Inscription au-dessus de la porte de la tour.

« CE NEST ICY AVTRE CHOSE

QUE LA MAISON DE DIEV

ET LA PORTE DU CIEL

CETTE PORTE A ESTE BATIE AVEC

LA TOUR PAR LES SOINS DE MAISTRE

HENRI DE MANTE CVRE DE CETTE

PAROISSE QVI A GRAVE CES LIGNES

EN LANNE M DC XC VI »